# Dennis Telgenkamp
Dennis Telgenkamp (Wierden, 9 maggio 1987) è un ex calciatore olandese, di ruolo portiere.

## Carriera
Cresciuto nelle giovanili del Twente, nel 2008 viene acquistato dall'Heracles Almelo.
Ha esordito il 22 novembre 2009 in occasione di un match di campionato perso 4-0 contro il PSV.